# Arthur Iturria
Arthur Iturria (Bayonne, 13 maggio 1994) è un rugbista a 15 francese, che gioca nel ruolo di terza linea ala nel Bayonne.

## Biografia
Originario della zona del Béarn, Iturria iniziò a giocare a rugby nel US Morlaas all'età di nove anni. Successivamente si spostò nelle giovanili del Bayonne dove rimase per tre stagioni. Nel 2012 entrò a far parte del centro di formazione del Clermont, squadra con cui tre anni dopo fece il suo esordio professionistico nella partita di Top 14 contro La Rochelle. 
Nella stagione successiva a quella del debutto disputò come titolare la finale di Champions Cup persa contro i Saracens e quella, invece, vittoriosa del Top 14 2016-2017. L'annata 2018-2019 fu molto importante per lui, dopo un lungo periodo di infortuni tornò, infatti, in campo passando definitivamente dal ruolo di seconda linea a quello di terza linea ala; oltre a ciò conquistò la Challenge Cup e giunse fino alla finale del campionato francese dove, però, fu sconfitto da Tolosa. Trascorse altre quattro stagioni nel Clermont prima di annunciare, nel novembre 2022, il suo ritorno al Bayonne, club in cui si era formato; con la squadra basca firmò un contratto quadriennale.
A livello internazionale, Iturria rappresentò nel 2014 la nazionale under-20 francese sia al Sei Nazioni under-20, vinto conseguendo il Grande Slam, sia al mondiale giovanile. Nel novembre 2016 fu convocato per la prima volta nella Francia da Guy Novès che lo incluse nel gruppo per preparare i test-match di fine anno, ma non scese mai in campo. L'esordio avvenne durante il Sei Nazioni 2017 nella sfida contro l'Inghilterra; quella fu, però, la sua unica presenza nell'annata 2017 a causa dei numerosi infortuni che subì. Il nuovo ct Jacques Brunel lo incluse nei convocati per il Sei Nazioni 2018, torneo dal quale, dopo un'unica partita contro la Scozia, fu escluso insieme ad altri cinque compagni di squadra a causa di una "notte brava" ad Edimburgo. Ritornò in nazionale in occasione dei test matches del novembre 2018 che disputò tutte come titolare. Successivamente scese in campo anche in tutti gli incontri del Sei Nazioni 2019. Incluso nel gruppo allargato per il mondiale, giocò due delle tre amichevoli previste, segnando la sua prima meta internazionale contro l'Italia. Due giorni dopo questo incontro, fu convocato nella squadra dei Bleus per la Coppa del Mondo di rugby 2019. Il torneo iridato lo vide disputare solamente due sfide della fase a gironi contro Stati Uniti e Argentina.
Iturria può vantare una convocazione con i Barbarians francesi nel 2016 senza, però, disputare nessuna partita.

## Palmarès
- Campionati francesi: 1
Clermont: 2016-17
- Challenge Cup: 1
Clermont: 2018-19